# ルーフ・ノッキング
ルーフ・ノッキング (ヘブライ語: הקש בגג、屋根を軽打するの意、英語: roof knocking) またはノック・オン・ザ・ルーフ (英語: knock on the roof) は、イスラエル国防軍 (IDF) が、占領されたパレスチナ領域において、差し迫った爆撃攻撃の「事前警告」として標的となった建造物の屋根に非爆発性または低出力のミサイルを投下する慣行を言い表す婉曲表現である。この慣行によって、その建物内にいる住民に攻撃から逃れる時間を与え、民間人の死傷者を軽減する措置とIDFは主張する一方、その効果やについて疑問視する意見、報告書、報道があがっており、ジュネーヴ諸条約第一追加議定書第57条2項(c)の「文民たる住民に影響を及ぼす攻撃については、効果的な事前の警告を与える。ただし、事情の許さない場合は、この限りでない。」において、ルーフ・ノッキングが「効果的な」警告であるかなどで議論がなされている。
この手法は、2008年から2009年のガザ戦争、2012年の防衛の柱作戦、2014年のガザ侵攻、などでIDFによって採用され、同軍は警察官やハマースの政治・軍事指導者の自宅を標的とするためと主張している。
2023年10月にパレスチナ・イスラエル戦争が始まると、ガザ地区のごく一部の攻撃でルーフ・ノッキングが行われた様子が見られたが、IDFのリチャード・ヘフト報道官は、ハマースは「屋根を叩かなかった」とCNNに述べたことから、CNNは大勢の民間人死傷者の数を引き合いに出し、同軍はこの慣行の実行を「放棄」したようだと報じた。翌年2月には、国際職員（外国人）が居住する複合施設ではルーフ・ノッキングは行われていたとデイリー・テレグラフ紙によって報じられた。一方で、国連の現地採用職員、つまりパレスチナ人の自宅ではルーフ・ノッキングは行われず、圧倒的大多数のパレスチナ人職員が非番の際に殺害され、2024年2月4日の時点で152人の内、勤務中に殺害された地元職員は2人のみで、残りの150人は自宅で殺害されていた。

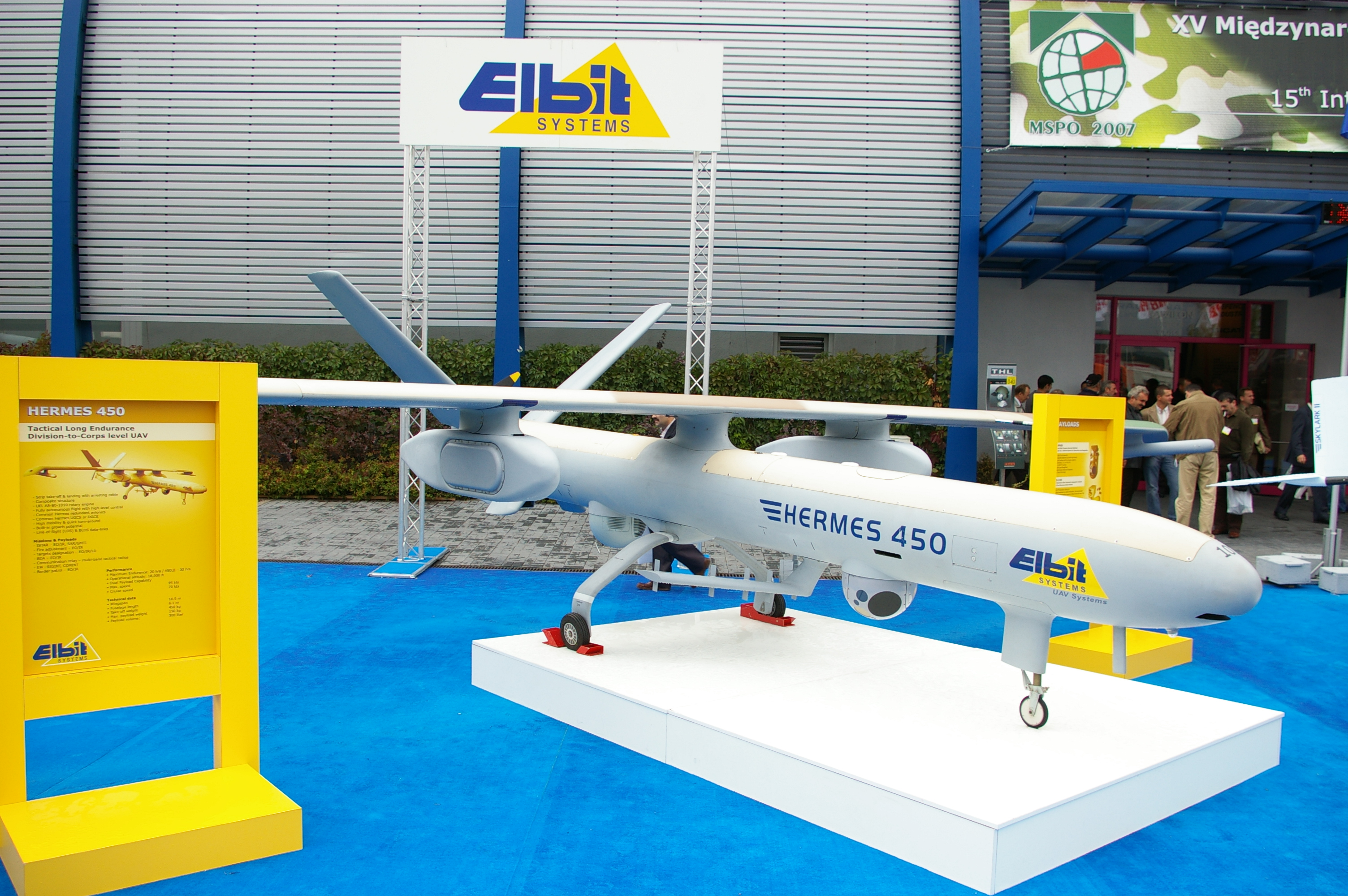
エルビット・システムズ社の無人攻撃機、ヘルメス 450。

使用されるミサイルについてはIDFは詳細の言及を避けているが、ガザ地区住民によって広められている不発弾だという写真には、ヘブライ語で極細絵筆を意味する מכחולית (Mikholit, ミホリット) の文字と、イスラエル・エアロスペース・インダストリーズ社MBTミサイル部門の刻印が映しだされていた。また2014年に、ガザ地区南部ハンユニスの家屋でルーフ・ノッキングを行いながらも民間人8人が死亡、25人が負傷したインシデントにおいて、イスラエルの新聞ハアレツ紙は、「小さな寸法」の「ミホリット」という名のミサイルが使用されたと報じた。ミホリットは、エルビット・システムズ社の無人攻撃機 (UAV、ドローン) であるヘルメス 450S用に改造された、対戦車ニムロッド ・ミサイルの射程10キロの派生型とされる。